# أندرو فرنسيس
أندرو فرنسيس هو ممثل كندي، ولد في 27 مايو 1985 بفانكوفر في كندا.

## أعمال

### أفلام
- (2003) العميل كودي بانكس[2]

### مسلسلات
- 108
- كايل إكس واي
- فرندشيب إز ماجيك[3]

## وصلات خارجية
- أندرو فرنسيس على موقع IMDb (الإنجليزية)
- أندرو فرنسيس على موقع روتن توميتوز (الإنجليزية)
- أندرو فرنسيس على موقع ألو سيني (الفرنسية)
- أندرو فرنسيس على موقع أول موفي (الإنجليزية)
- أندرو فرنسيس على موقع قاعدة بيانات الأفلام السويدية (السويدية)
- أندرو فرنسيس على موقع قاعدة بيانات الفيلم (الإنجليزية)
- أندرو فرنسيس على موقع كينوبويسك (الروسية)
- أندرو فرنسيس على موقع ANN person (الإنجليزية)